# Alexander Norén
Richard Alexander Norén, född 4 september 1975 i Västerleds församling i Stockholm, är en svensk TV-journalist och författare.
Han växte upp med föräldrar och två syskon i Bromma och utbildade sig till civilekonom vid Handelshögskolan i Stockholm.
Efter att ha jobbat med radio på Ekot och Sveriges Radio P3 arbetade han med nyhetsprogrammet TV3 Direkt. Därefter gick han över till SVT och arbetade från hösten 2003 till hösten 2006 med Studio 24 i SVT24. Han blev 2003 även programledare för SVT:s ekonomiprogram A-ekonomi.
Norén var en av programledarna för SVT:s direktsändning av Nobelfesten under åren 2004–2006. Våren 2005 ledde han diverse evenemang såsom Kunskapspriset och Nobelfestligheterna. I januari 2006 började den hårt kritiserade politiska realityserien Toppkandidaterna sändas i SVT med Norén som programledare.
Från hösten 2009 arbetade Norén som programledare för Sveriges Televisions nyhets- och samhällsmorgonprogram Gomorron Sverige, där han även ibland hoppade in som nyhetsuppläsare. När Gomorron Sverige ersattes av Morgonstudion i augusti 2017 blev Norén istället en av programmets två ordinarie nyhetsuppläsare. Han var senare med och utvecklade programmet Ekonomibyrån, som startade 2020.
Under 2021 blev han SVT:s techkorrespondent och under 2022 blev han ekonomikommentator på SVT Nyheter.
År 2012 debuterade han som författare med boken Hög på hus.
Alexander Norén är son till professor Anders Norén och yngre bror till Carolina Norén. Han är gift och bosatt i Bromma och har tre barn